# 朔州 (北齐)
朔州，又名北朔州，中国南北朝时设置的州。

## 历史
北齐天保六年（555年）置，治所在新城县（今山西省朔州市东北）。八年徙治马邑城，另置招远县（隋朝改善阳县，唐朝改鄯阳县，今朔州市朔城区）。辖境约当今山西省朔州市一带。隋朝大业初年，改为代郡，寻改为马邑郡。唐朝武德四年（621年）复为朔州，天宝元年（742年），又改为马邑郡。乾元初年，仍改为朔州。五代后晋天福初年，其地属契丹。北宋雍熙三年（986年），宋将杨业为辽朝所败，遇伏被俘于此。辽朝时，朔州属西京道，设置顺义军节度使。统武州及三县：鄯阳县、宁远县、马邑县。
明朝初年，以州治鄯阳县省入。清朝时，不辖县，1912年改为朔县。

## 辖县
| 唐朝朔州辖县 | 唐朝朔州辖县                           |
| ------------ | -------------------------------------- |
| 618年        | 善阳县、开阳县（改为常宁县）、云内县   |
| 621年        | 善阳县（废除常宁县，云内县改属北恒州） |
| 717年        | 善阳县（新设马邑县）                   |
| 780年        | 马邑县（改治）、善阳县                 |
| 787年        | 善阳县（改治）、马邑县                 |
| 907年        | 善阳县、马邑县（新设金城县，改属应州） |

## 行政长官
唐朝朔州刺史
- 张孝先（武德年间）
- 高满政（623年）
- 秦武通（623年—624年）
- 姜世师（626年）
- 张俭（627年—630年）
- 衡长孙（贞观年间）
- 匹娄武彻（贞观年间）
- 令孤修穆（唐高宗时）
- 赵师立（唐高宗时）
- 张玄爱（唐高宗时）
- 宁某（678年）
- 唐休璟（唐高宗末年）
- 宋祯（695年—698年）
- 杨献（712年）
- 刘元楷（713年）
- 刘承庆（开元年间）
- 崔偘（开元末年）
- 马邑郡太守
- 田仁俊（唐肃宗、唐代宗时）
- 窦及（贞元年间）
- 石璟（元和年间）
- 乐璘（元和末年—长庆年间）
- 张经（唐文宗时）
- 石雄（842年—843年）
- 李国昌（844年—849年）
- 李诚元（851年）
- 段威（858年）
- 李德成（869年）
- 高文集（880年）
- 米海万（880年）

五代朔州刺史
- 高行圭（914年）
- 折从阮（944年）

辽朝顺义军节度使
- 张谏（947年）
- 赵延光（辽穆宗时）
- 耶律慎思（987年）
- 耶律弘古（统和年间）
- 耶律遂正（1000年）
- 石用中（1013年—1018年）
- 刘慎行（1024年—1025年）
- 李可举（1025年）
- 刘泾（1025年—？）
- 萧惠（重熙初年）
- 杨佶（1041年—1043年）
- 耶律十神奴（？—1055年）
- 萧谟鲁（1060年—？）
- 萧朮哲（1067年）
- 萧岩寿（1075年—1077年）
- 萧得里特（1077年—？）
- 萧特烈（1101年—1110年）

金朝顺义军节度使
- 萧仲宣（皇统年间）
- 耶律元宜（1151年）